# Musée de la Faïence (Sarreguemines)
Pour les articles homonymes, voir Musée de la Faïence.
Le musée de la Faïence est situé dans la commune française de Sarreguemines, en Moselle.

## Histoire
Créé en 1923, le musée de la faïence de Sarreguemines, initialement consacré à l'histoire et aux traditions locales, voit ses collections dispersées pendant la Seconde Guerre mondiale. 
Réouvert en 1972, il se concentre désormais sur les arts céramiques, incluant la production de la manufacture et des créations contemporaines.
Il se situe dans les anciens appartements de la villa de Paul de Geiger, directeur des Faïenceries de Sarreguemines entre 1871 et 1913, et fils d'Alexandre de Geiger. 
Le salon des Faïences est classé au titre des monuments historiques par arrêté du 20 juillet 1979.

## Description
Il comporte une collection de faïence, grès en porcelaine et des assiettes historiées[réf. nécessaire].

## Fréquentation
| 2002   | 2003   | 2004   | 2005   | 2006   | 2007   |
| ------ | ------ | ------ | ------ | ------ | ------ |
| 14 323 | 14 743 | 14 391 | 12 227 | 10 724 | 11 147 |
| 2008   | 2009   | 2010   | 2011   | 2012   | 2013   |
| 10 491 | 9 688  | 8 948  | 10 584 | 10 734 | 11 500 |
| 2014   | 2015   |        |        |        |        |
| 10 068 | 10 424 |        |        |        |        |